# Erik Christopher Zeeman

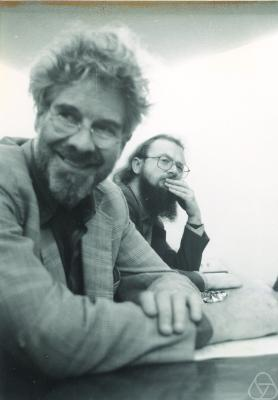
Christopher Zeeman (1980)

Sir Erik Christopher Zeeman (* 4. Februar 1925 in Japan; † 13. Februar 2016 in Woodstock, Oxfordshire) war ein britischer Mathematiker, der sich mit Topologie und der Theorie dynamischer Systeme beschäftigte.

## Leben und Wirken
Zeeman wurde 1925 in Japan als Sohn eines Dänen aus Aarhus und einer Engländerin geboren, die Eltern zogen mit ihm aber nach England, als er ein Jahr alt war. Von 1943 bis 1947 war er Offizier der Royal Air Force. Er wurde als Bomber-Navigator für Einsätze über Japan ausgebildet, kam aber nicht mehr zum Einsatz.
Danach studierte er am Christ’s College in Cambridge Mathematik, wo er 1953 bei Shaun Wylie promoviert wurde (Titel seiner Dissertation: Dihomology). Nach einiger Zeit in Cambridge, wo er auch ein Jahr lang erfolglos versuchte, die Poincaré-Vermutung zu lösen (ihm gelang aber später der Beweis in 5 Dimensionen), war er zu Gastaufenthalten in Princeton und Chicago (1954 mit einem Commonwealth-Stipendium). 1955 wurde er Lecturer in Cambridge. 1962/63 verbrachte er am IHES bei Paris.
1964 wurde er Gründungsprofessor der mathematischen Fakultät und des Mathematics Research Centre der neuen University of Warwick, die 1965 ihren Lehrbetrieb aufnahm. In dieser Funktion war er sehr erfolgreich. In eigenen Worten wollte er dabei die enge Betreuung der Studenten durch Tutoren in Cambridge und Oxford mit der Flexibilität US-amerikanischer Universitäten kombinieren. Außerdem gelang es ihm durch seine Berufungen, Warwick zu einem aktiven Forschungszentrum der Topologie zu machen. Er blieb bis 1988 in Warwick, danach war er bis 1995 Prinzipal des Hertford College der Universität Oxford und bis 1994 „Gresham Professor für Geometrie“ am Gresham College in London. Zunächst spezialisierte sich Zeeman auf Topologie. Gastaufenthalte in Berkeley 1966/67 bei Stephen Smale und am IHES bei René Thom (1969/70) – beide waren auch auf einem Warwick Symposium 1968/69 über dieses Forschungsgebiet – brachten ihn aber mit der Theorie dynamischer Systeme in Kontakt, speziell mit der Katastrophentheorie, die er bald auf viele verschiedene Anwendungsgebiete (bis hin zur Evolutionstheorie, Verhaltensforschung, Soziologie und zum Beispiel seiner „Catastrophe Machine“) anwandte. Danach wurde er vor allem als Proponent der Anwendungen der Katastrophentheorie bekannt, die seinen Namen dort mindestens ebenso bekannt machten wie den des „Begründers“ René Thom.
In der Topologie bewies er unter anderem, dass sich 2-dimensionale Knoten in Sphären in 5 Dimensionen immer auflösen lassen. Er bewies außerdem, dass die kausalitätserhaltenden Transformationen des Minkowski-Raums durch die inhomogene Lorentzgruppe gegeben sind, oder mit anderen Worten, dass die spezielle Relativitätstheorie aus der kausalen Struktur folgt.
1975 wurde er Fellow der Royal Society, deren Faraday-Medaille er 1988 erhielt. 1986 bis 1988 war er Präsident der London Mathematical Society (LMS), deren Senior Whitehead Prize er 1982 erhielt und deren erster Forder Lecturer er 1987 war. 2006 erhielt er die David-Crighton-Medaille der LMS und des Institute of Mathematics and its Applications. 1991 wurde er geadelt. 2005 wurde das Mathematikgebäude der Universität Warwick ihm zu Ehren in Zeeman-Gebäude umbenannt. 1990 war er Vorsitzender des Komitees, das die Gründung des Isaac-Newton-Instituts für Mathematik in Cambridge begleitete.
Er war Invited Speaker auf dem Internationalen Mathematikerkongress in Vancouver 1974 (Levels of structure in catastrophe theory illustrated by applications in the social and biological sciences), 1966 in Moskau (Knots of spheres in solid tori), 1962 (Topology of the brain) und 1954 (Dihomology).
Zeeman war für seine anregenden Vorlesungen bekannt. Die sich an Jugendliche wendenden Weihnachtsvorlesungen an der Royal Institution von 1978 (Geometry and Perspective), die auch im Fernsehen übertragen wurden, waren Vorbild für ähnliche Vorlesungsreihen in ganz Großbritannien. Die LMS und das Institute of Mathematics and its Applications stifteten sogar eine „Zeeman Medaille“, um Beiträge zur Popularisierung der Mathematik auszuzeichnen. Unter anderem befasste er sich auch mit dem Antikythera-Mechanismus.
Zu seinen Doktoranden zählen David Epstein, W. B. R. Lickorish und Terry Wall.
Er war seit 1960 verheiratet – seine Frau ist Juwelierin – und bekam drei Söhne und zwei Töchter. Seine Tochter Mary Lou Zeeman ist ebenfalls Mathematikerin.

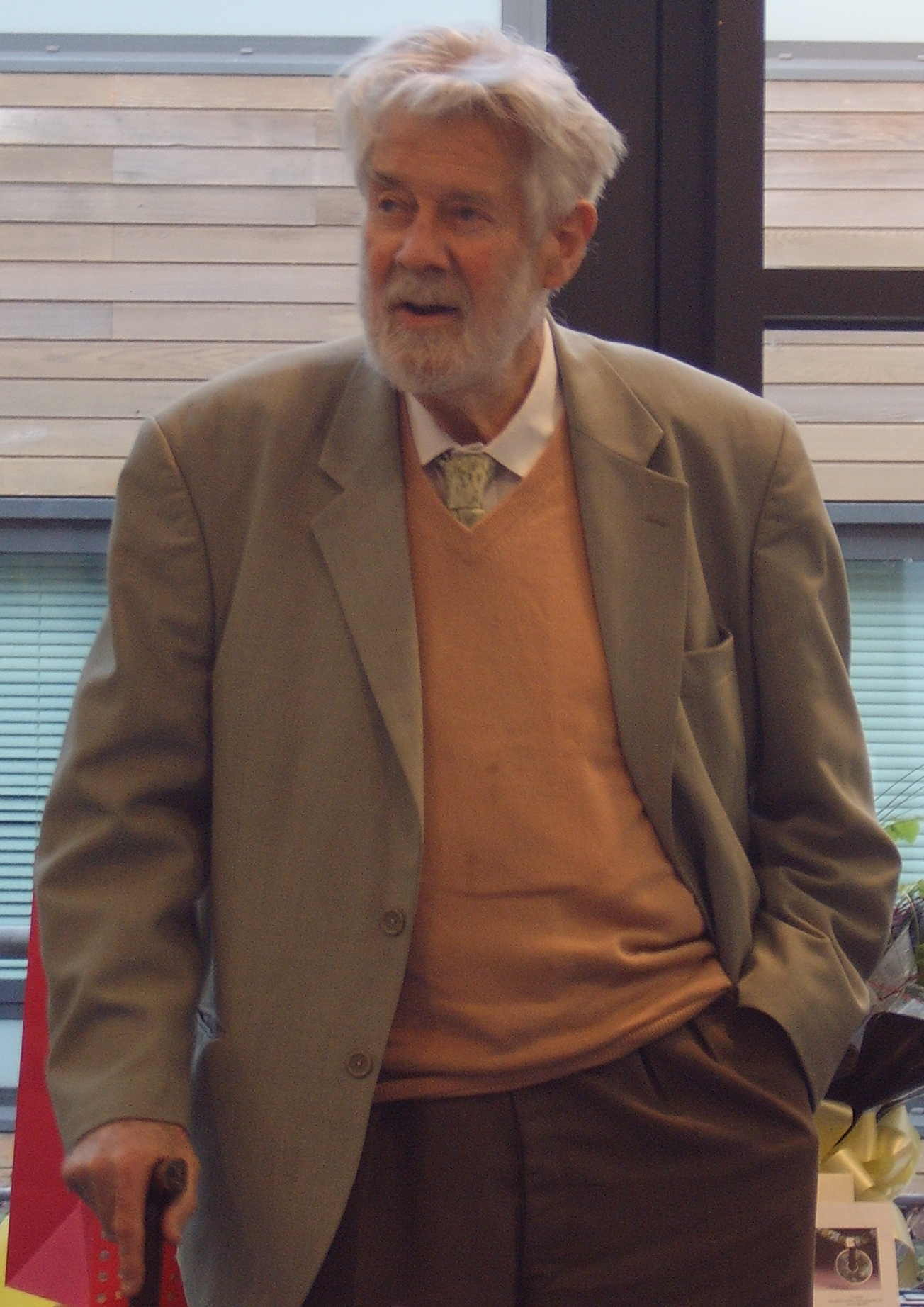
Christopher Zeeman (2009)

## Schriften
- Catastrophe theory. Selected Papers, 1972–1977. Addison-Wesley 1977.
- Bifurcation and catastrophe theory. Contemporary Mathematics Band 9, 1981.
- Catastrophe Theory. Scientific American, April 1976.
- Geometry and perspective. 1987 (auch als Video).
- Gyroscopes and boomerangs. Royal Institution 1989 (auch als Video).
- Recommended theorems in 3-dimensional geometry. 2000.
- Gears from the Greeks. Proc. Royal Institution Band 58, 1986, S. 139 (über den Antikythera-Mechanismus).
- Unknotting combinatorial balls. Ann. of Math. (2) 78 1963, 501–526.
- The generalised Poincaré conjecture. Bull. Amer. Math. Soc. 67 1961, 270.